# Zygaena cambysea
Zygaena cambysea là một loài bướm đêm thuộc họ Zygaenidae. Nó được tìm thấy ở Trung Đông, bao gồm Iran.

## Phụ loài
- Zygaena cambysea cambysea (Iran)
- Zygaena cambysea kamarana
- Zygaena cambysea hafis (Iran)